# Caja Rural–Seguros RGA
Caja Rural–Seguros RGA (UCI kód: CJR) je španělský profesionální silniční cyklistický tým na úrovni UCI ProTeam sponzorovaný převážně společností Caja Rural, španělskou bankovní skupinou. Tým se účastní závodů v rámci UCI Europe Tour a UCI World Tour, když získá divokou kartu. Správa týmu a administrativní kanceláře mají sídlo v Pamploně, ale dílny se skladovými zařízeními stojí ve městě Alsasua. V únoru 2013 bylo oznámeno, že tým získal nového titulárního sponzora, který bude tvořit název týmu společně s firmou Caja Rural, a že se od 21. února bude jmenovat Caja Rural–Seguros RGA.
Za tým od sezóny 2022 jezdí i český cyklista Michal Schlegel, který před sezónou přišel z českého týmu Elkov–Kasper. Před sezónou 2023 přišli do týmu další 2 Češi: Daniel Babor a Tomáš Bárta.

## Sponzoři
Škoda Auto a Hyundai v minulosti sponzorovali tým automobily, v současnosti je tým sponzorován automobilkou Toyota.
Mezi lety 2015 a 2017 tým používal jízdní kola Fuji, a to modely Transonic, Altamira a Norcom Straight. Nyní tým používá kola MMR.
Oblečení pro tým dodává společnost ULEVEL. Dříve trikoty dodávaly firmy Alé a Inverse–CIRO SPORT. Spiuk dodává týmu helmy a sluneční brýle.

## Soupiska týmu
K 1. lednu 2024
- Julen Arriola-Bengoa (ESP) (* 16. února 2001)
- Orluis Aular (VEN) (* 5. listopadu 1996)
- Daniel Babor (CZE) (* 22. října 1999)
- Abel Balderstone (ESP) (* 7. července 2000)
- Fernando Barceló (ESP) (* 6. ledna 1996)
- Tomáš Bárta (CZE) (* 28. dubna 1999)
- Sebastian Berwick (AUS) (* 15. prosince 1999)
- Jefferson Alveiro Cepeda (ECU) (* 2. března 1996)
- Josu Etxeberria (ESP) (* 9. září 2000)
- Samuel Fernández (ESP) (* 11. července 2003)
- David González (ESP) (* 21. února 1996)
- Jaume Guardeño (ESP) (* 20. února 2003)
- Mulu Hailemichael (ETH) (* 12. června 1999)
- Calum Johnston (GBR) (* 11. ledna 1998)
- Iúri Leitão (POR)  (* 3. července 1998)
- Joseba López (ESP) (* 5. března 2000)
- Jokin Murguialday (ESP) (* 19. března 2000)
- Joel Nicolau (ESP) (* 23. prosince 1997)
- Eduard Prades (ESP) (* 9. srpna 1987)
- Michal Schlegel (CZE) (* 31. května 1995)
- Guillermo Thomas Silva (URU) (* 30. prosince 2001)
- Gorka Sorarrain (ESP) (* 21. května 1996)

## Vítězství na šampionátech

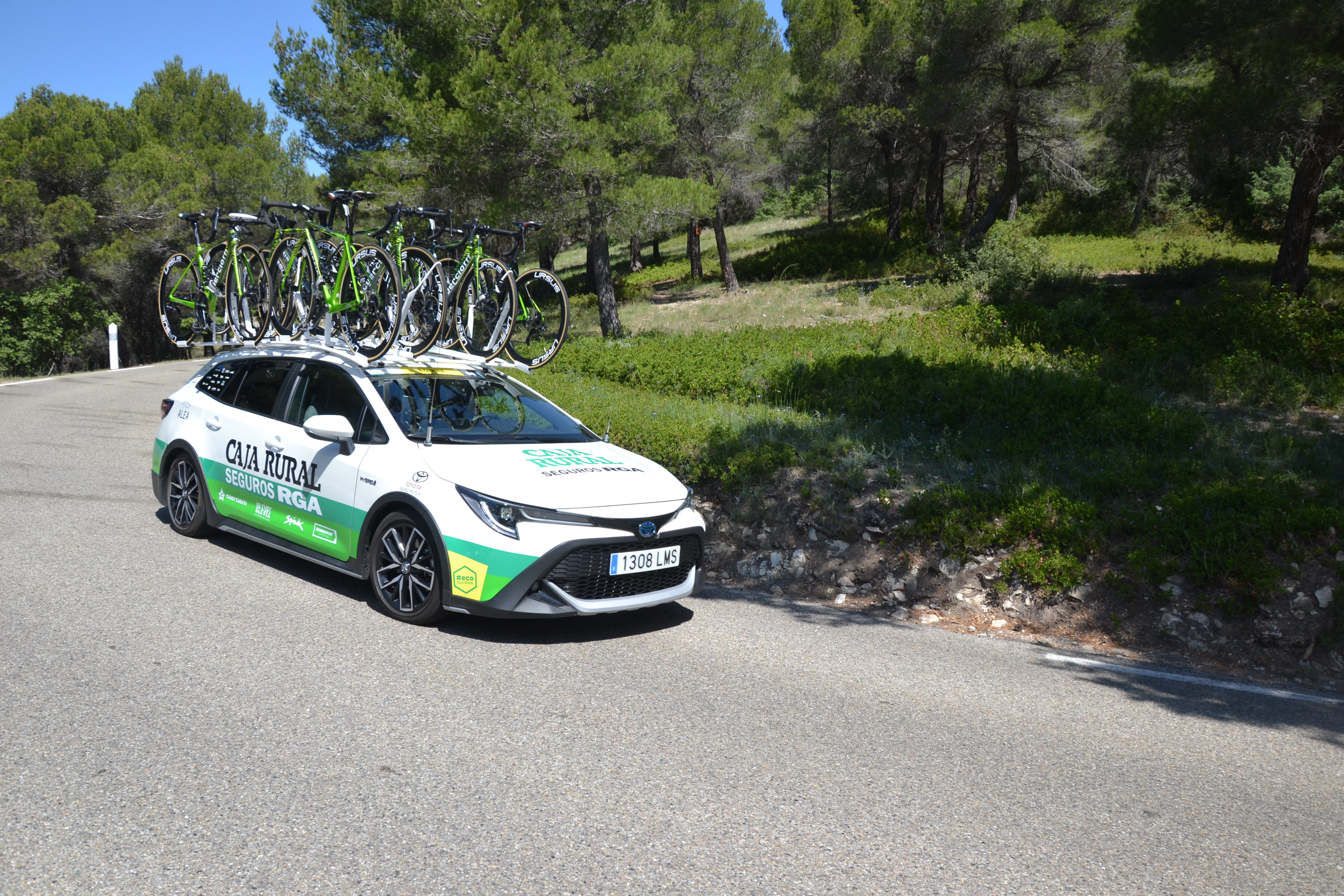
Týmové auto

2012
 Bulharský silniční závod, Danail Petrov
 Portugalský silniční závod, Manuel Antonio Cardoso
2013
 Bulharský silniční závod, Danail Petrov
2019
 Mistrovství Evropy v dráhové cyklistice (scratch), Sebastián Mora
2022
 Venezuelská časovka, Orluis Aular
 Venezuelský silniční závod, Orluis Aular
2023
 Venezuelská časovka, Orluis Aular
 Venezuelský silniční závod, Orluis Aular